# 秋山真之
秋山真之（1868年4月12日—1918年2月4日）大日本帝国海军將領。最高军衔海军中将。幼名淳五郎（じゅんごろう）。母亲是贞。哥哥秋山好古是陆军大将。妻子秋山季子（稲生すゑと）。育有4男2女。参议院议员大石尚子是真之的外孙女（次女宜子的长女）。

## 生平

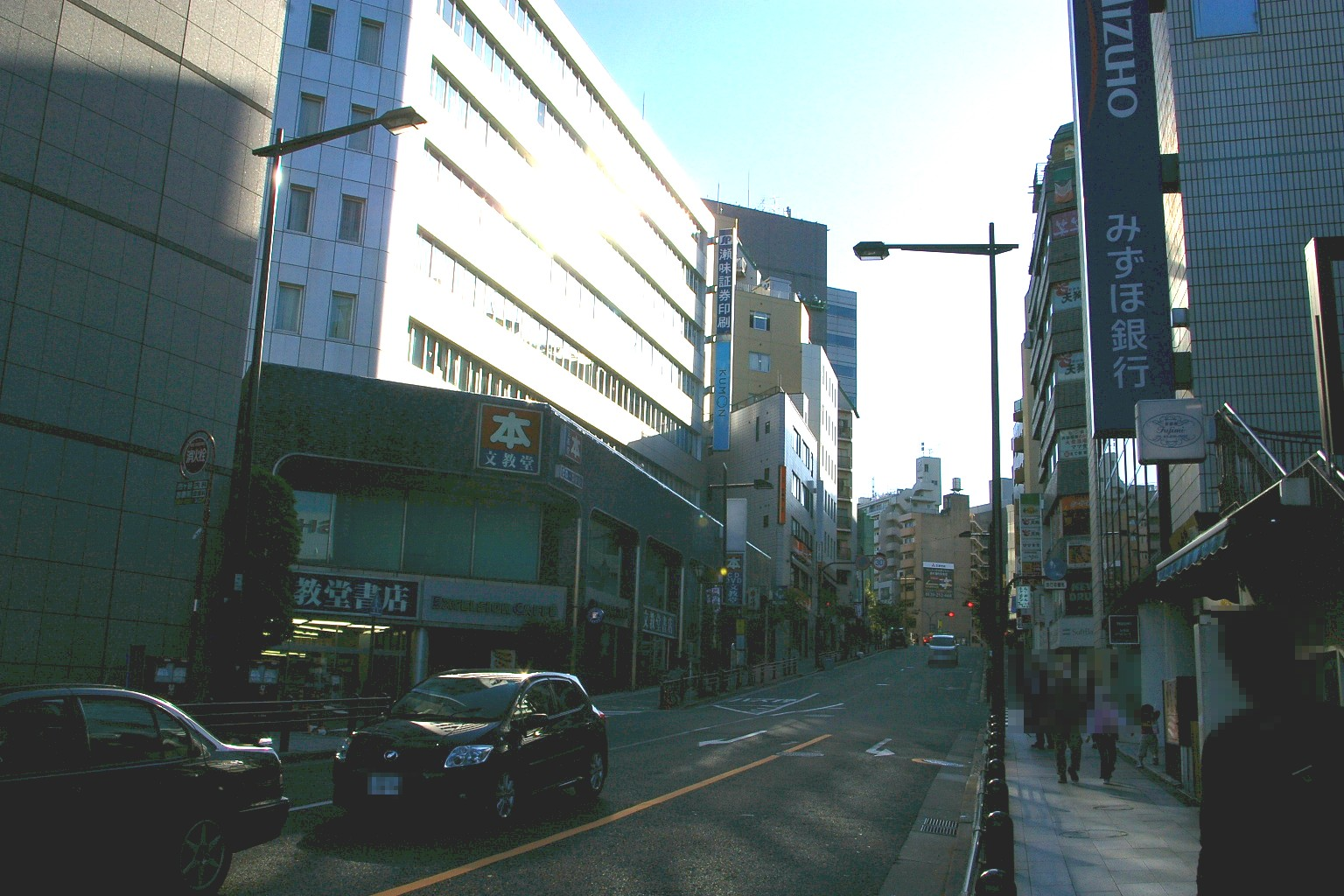
秋山好古、真之兄弟明治13年至15年所住旧旗本佐久间正节的宅第所在。麴町區土手三番町(现在千代田区五番町)

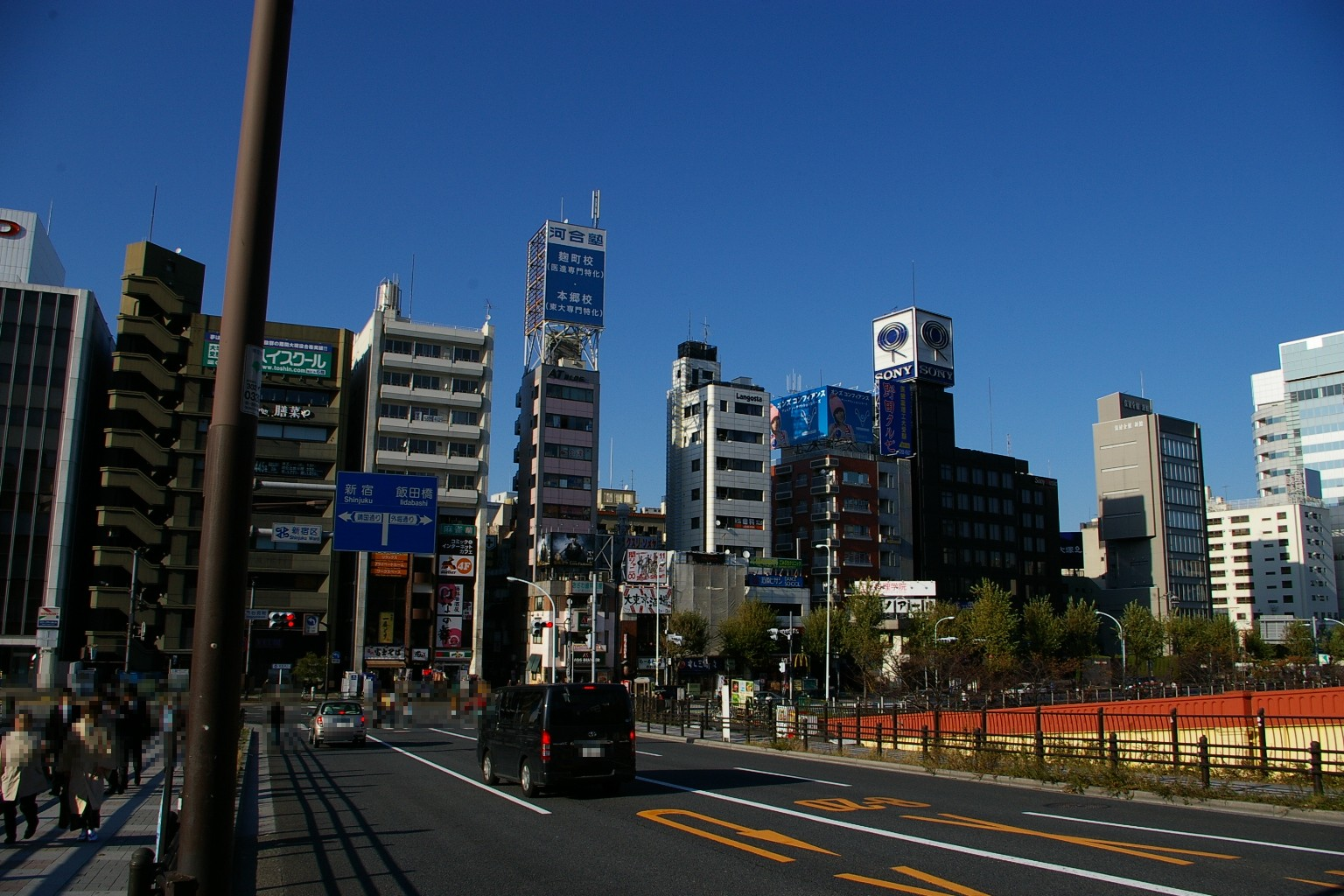
从佐久间正节宅第眺望秋山好古的母校陆军士官学校

秋山真之出生于伊予国松山城中徒町（现在爱媛县松山市）的下级武士家庭。父亲是秋山久敬。母亲贞是松山藩士山口家的女儿。在乡里的汉学塾上学。受到好友正冈子规上京的刺激，5年级时从爱媛县第一中学（现在爱媛县立松山东高等学校）退学。明治16年（1883年）前往东京，先在共立学校（现在開成中学校）学习英语，接着进东京大学预备门（后来的第一高等学校），最后在东京大学学习教养课程。
大学预备门的时候一直接受哥哥好古的接济，毕业后和志于文学的正冈子规分道扬镳。明治19年（1886年）进海军兵学校17期班，成為廣瀨武夫的學弟。明治23年（1890年）以第一名的优异成绩毕业后授予少尉候补军衔在海防舰比叡號上服役，其间救助了触礁搁浅的土耳其军舰。日清甲午战争中在筑紫号巡洋舰上服役担任侦查和救助任务。战后转和泉號防護巡洋艦服役。明治29年（1896年）年1月划归横须贺，并且在海军水雷术练习所（海军水雷学校）学习布雷技术，毕业后担任横须贺水雷团第2水雷队副队长。后来在通讯舰八重山號服役升任大尉。同年11月被军令部作为谍报员派往中国东北活动。
明治31年（1898年）日本海军选拔公费留学生，秋山真之落选，自费留学美国。在美期间师从海軍戰爭學院院长、军事思想家阿尔弗雷德·赛耶·马汉。秋山利用海軍戰爭學院图书馆和海军文库钻研兵术理论的研究。这期间正好爆发美西战争，秋山参观了美国海军封锁古巴圣地亚哥港的作战并提交报告，以此为参考在日俄战争中提出了封锁旅顺港的作战方案。明治32年（1899年）1月前往英国视察8月归国。明治33年（1900年）入海军省军务局第1课，成为常备舰队参谋。

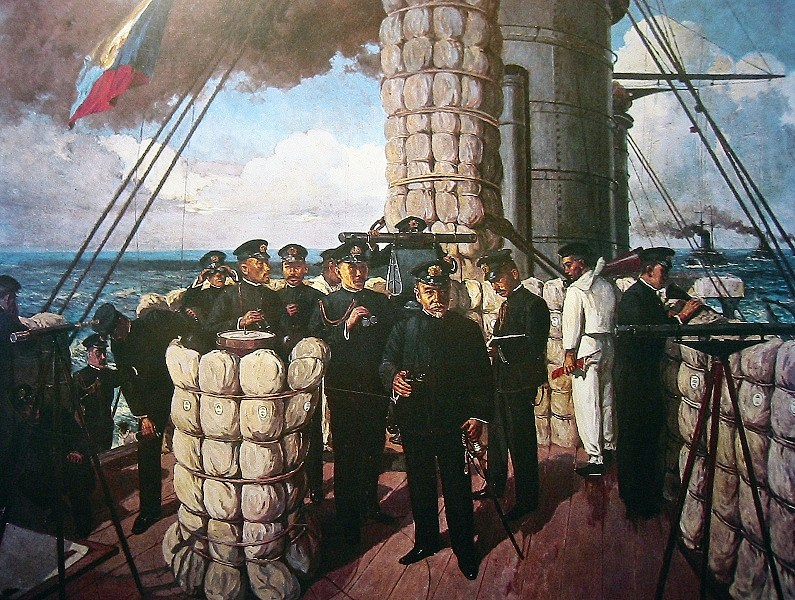
日本海海战中三笠舰桥
中央三人从左至右是加藤友三郎，东乡平八郎，秋山真之

明治35年（1902年）成为海军大学校教官。明治36年（1903年）8月结婚。明治37年（1904年）升任海军第一舰队少佐参谋。因朝鲜半岛问题日本和沙皇俄国关系恶化，同年作为联合舰队司令长官东乡平八郎的作战参谋登上第1舰队旗舰三笠號参加日俄战争。为了歼灭沙俄太平洋舰队用水雷封锁旅顺港。并且制定了阻击沙俄前来救援的波罗的海舰队的作战方案，取得日本海海战的胜利，组成日俄战争战略胜利的重要一环。
明治38年（1905年）12月联合舰队解散后担任巡洋舰舰长，第一艦隊参谋长。大正元年（1912年）12月1日担任军令部第1班长，后任军令部第1部长。
大正3年（1914年），在军舰建造问题上发生西门子事件。随后发展成对政府的批判，引起对军界在事件中暗箱处理不满，众议院议员花井卓藏召集响应者要求公开军法会议。同年1月设置调查委员会秋山被指名参加。3月山本权兵卫内阁总辞职，大隈重信当选新总理，任命八代六郎为新的海军大臣，秋山任军务局长辅佐八代六郎。11月成立治罪法改正委员会，同花井卓藏等人辩论。大正5年（1916年）2月调出军令部，委员资格由铃木贯太郎继任。
担任军务局局长期间，秋山真之乘坐巡防舰音羽访问上海对中国进行实地考察，向中国提出招收留日学生的建议。和孙文也有接触并在背后支持中国民主革命。和小池张造结成“小池部屋”。通过实业家久原房之助等人开展革命活动。明治44年（1911年）中国发生辛亥革命推翻清朝成立中华民国。大正4年（1915年）袁世凱复辟，中国各地倒袁之声四起，日本政府和其他西方国家也表示抗议。川岛浪速等浪人和参谋本部田中义一副参谋长等人主导了第二次满蒙独立运动，秋山作为外务省政务局长也有参与。直至从军令部转出才离开对中政策的智囊团。
大正5年（1916年）3月，前往视察第一次世界大战。从朝鮮半岛经西伯利亚铁道到到了俄国，芬兰等东欧国家。5月到达英国。随后又前往法国、意大利，大正6年（1917年）9月前往美国，10月回国。回国后马上被任命为第二舰队第二水雷戰隊司令官，因为身体原因不久辞职。同年7月选为海军将官会议议员荣誉职位。
大学校教官时代，被邀请参加佐藤铁太郎的「天晴会」研究经典，晩年醉心于灵学和宗教研究。皈依被多数军人接受的日莲宗。还跟从神道家川面凡儿学习神道，两人设立了皇典研究会。在好友海军机关学校教官浅野和三郎的介绍下参加了新兴宗教大本教。大正7年（1918年）去世前钻研般若心经。
晩年因为腹膜炎在箱根疗养，最后病情恶化在小田原山下龟三郎的别墅去世。享年49岁。
墓所在东京港区的青山墓地。

## 人物
日俄战争中日本海海战是其人生的最高点，此后除了准确预测了第一次世界大战的结果并没有什么特别表现。但是海军因为他在日俄战争中的功绩加以神话化。
东乡平八郎评价秋山智如潮涌。在日俄战争后变得十分迷信，戴季陶在其著作《日本论》中将秋山描述为神机妙算的军师，还提到去见他时经算卦认为应往高处去住，后来戴原先的住处被台风水淹的事。
诗人正冈子规是秋山少年时代的好友，在东京的共立学校也是同学经常一起游玩。电视剧《坂上之云》中有秋山考试时给子规递条子的表现，实际上递纸条的另有别人。后来成为大藏省官员的胜田主计也是秋山和子规在松山时的好友。
日本海海战时秋山的电报『本日天気晴朗ナレドモ浪高シ』明文是"今日天气晴朗但是浪高"，天氣晴朗代表可清楚目視俄國艦隊，浪高代表長期在太平洋的日本艦隊佔有著主場優勢。短短13个字就表达了很完整的意思。得到高度评价。此外旗语「皇国ノ興廃此ノ一戦ニ在リ、各員一層奮励努力セヨ」（皇国兴废在此一战，诸君当愈益奋勵努力）也是出自他的手笔。
日本海海战胜利后联合舰队解散时东乡平八郎的训示也是秋山起草。因为受到文章感动美国总统罗斯福派人将其全文翻译后分发到美国海军各单位。「秋山文学」也由此名噪天下。
秋山长期身為參謀，一直在东乡平八郎身后不为外人所知，直到战后才透过岛田谨二的介绍為人所知。昭和47年（1972年）司马辽太郎的小说《坂上之云》使秋山家喻户晓。

## 轶事
- 秋山小时候很调皮，领着邻居小孩玩打仗游戏。学着书里自己制作焰火。由于太顽皮母亲贞拔出刀说「お前も殺して私も死ぬ」（杀了你我也自杀算了），秋山才有所收敛。喜欢画图，游泳和跑步。
- 少尉候补的时候，喜欢吃饭时候用面包屑做成俾斯麦、拿破仑和丰臣秀吉的头像。
- 候补生时期，后辈问他为什么不见他用功成绩还是那么好。秋山回答参考过去考试出的题目，猜测教官的出题心理。
- 喜欢吃炒豆，口袋里一直放着。所以描写他喜欢放屁。
- 喜欢用军服的袖口擦鼻涕，想作战方案时可以几天不洗澡忘我投入。
- 从美国归国途中遭遇赌博骗子。输光的秋山用刀逼骗子把钱还了出来。

## 家系
- 秋山氏的祖先是河野氏。江户时代，一直是伊予国松山藩藩士

```
宗清━信久━久良━久軏━軏久━久徴━久敬┳则久
　　　　　　　　　　　　　　　　　　　　┣好古
　　　　　　　　　　　　　　　　　　　　┗真之

```

## 著作
- 『兵语界说』
- 『海军基本战术』
- 『海军应用战术』
- 『海军战务』
- 『海军用务令』
- 『海军英文尺文例』
- 『军谈』

## 以秋山真之为题材的作品
- 『坂上之云』 司马辽太郎著，文春文库
- 『日俄战争的故事』 江川达也著，漫画

## 出演过秋山真之的演员
- 明智十三郎 -电影「明治天皇和日俄大战争」
- 土屋嘉男 -电影「日本海大海战」
- 米仓齐加年 -电视剧「海的重生」
- 横内正 -电影「日本海大海战 海缘」
- 本木雅弘 -电视剧「坂上之云」